# Mossoró (cavalo)
Mossoró foi um cavalo brasileiro campeão do primeiro Grande Prêmio Brasil de hipismo realizado a 6 de agosto de 1933 no Hipódromo Brasileiro, atualmente denominado Hipódromo da Gávea. O prêmio recebido foi de 300 contos de réis.
Ainda em 1933, Mossoró venceu o Grande Prêmio Cruzeiro do Sul, no mesmo hipódromo.
Mossoró era um tordilho puro-sangue inglês (PSI) nascido em Pernambuco de criação do Haras Maranguape, de propriedade de Frederico Lundgren, importante empresário fundador das Casas Pernambucanas.
O treinador do cavalo Mossoró era Eulógio Morgado.

## A importância da vitória
Mossoró é ainda um dos símbolos referenciais do turfe brasileiro, não apenas por ter vencido o Grande Prêmio Brasil em sua primeira edição, mas por representar o primeiro sucesso do thoroughbred brasileiro competindo com outras criações como a respeitada linhagem argentina. Outro fato interessante é que Mossoró foi criado no agreste pernambucano, região que, pelo clima seco e quente e condições de solo, é considerada como não convenientes para o desenvolvimento da raça de corrida.

## Representação na cultura
- História do brasil - Marcha de carnaval , 1934, de Lamartine Babo. Referência na linha 16.

1. Quem foi que inventou o Brasil?
2. Foi seu Cabral!Foi seu Cabral!
3. No dia vinte e um de abril
4. Dois meses depois do carnaval
5. Depois Ceci amou Peri
6. Peri beijou Ceci
7. Ao som...Ao som do Guarani!
8. Do Guarani ao guaraná
9. Surgiu a feijoada
10. E mais tarde o Paraty
11. Depois Ceci virou Iaiá
12. Peri virou Ioiô
13. De lá...Pra cá tudo mudou!
14. Passou-se o tempo da vovó
15. Quem manda é a Severa
16. E o cavalo Mossoró

- Monumento equestre: estátua de Mossoró, no Parque de Exposição do Recife.
- Personagem do livro "Aposte no Mossoró: Uma estória esportiva no Rio de Janeiro dos anos 1930", de Rafael Duarte Oliveira Venancio[2]
- De babado - Noel Rosa e João Mina, 1936 [...]

De babado, sim / Meu amor ideal / Sem babado, não
Vou buscar um copo d'água / Pra dar à minha avó / Não vou de bonde porque tenho mágoa / Não vou a pé porque você tem dó  (Vamos comprar o Mossoró!)

De cavalo, sim / Meu amor ideal / Sem cavalo, não  (Mas o cavalo de babado)